# Škotska kruna
Škotska kruna (eng. Crown of Scotland; škot. Croun o Scotland), kraljevska kruna koja se koristila pri krunidbi škotskih kraljeva. Dio je škotskih insignija i predstavlja jedno od najstarije sačuvanih kraljevskih dragulja u Ujedinjenom Kraljevstvu.
Današnju škotsku krunu izradio je kraljevski zlatar John Mosman, 1540. godine, no za njenu izradu korišteni su dijelovi starije škotske krune. Podnožje je izrađeno od čistog zlata i ukrašeno hermelinom. Iznad podnožja uzdižu se četiri zlatna luka, koja se spajaju u sredini, povezani kuglom, zvanom svijet, simbolom zemlje nad kojom vladar vlada, a iznad svijeta nalazi se križ. Iznad podnožja i između zlatnih lukova nalazi se kapa (bonnet) izrađena od crvenog baršuna (prvotno ljubičaste boje). Kruna je dodatno ukrašena draguljima i teška je 1,64 kg.
Prvi škotski kralj koji je koristio ovu krunu bio je Jakov V., koji ju je dao izraditi za potrebe krunidbe svoje druge žene, Marije od Guisea 1540. godine. Za vrijeme Commonwealtha, tijekom uprave Olivera Cromwella, škotska kruna je 1651. godine bila sakrivena, zajedno sa žezlom i mačem, jer ju je Cromwell želio uništiti, kao što je već bio uništio engleske kraljevske krune. Zadnji put su korišteni 1651. godine, za krunidbu engleskog i škotskog kralja Karla II. Poslije sklapanja Zakona o Uniji 1707. godine, kojim je utemeljeno Kraljevstvo Velike Britanije, krunski dragulji su zaključani u Edinburškom dvorcu, nakon čega je zaboravljeno gdje su smješteni.
Godine 1818. krunski dragulji, uključujući i krunu, nađeni su, na inicijativu škotskog književnika Waltera Scotta (1771. – 1832.), nakon čega su smješteni Kraljevsku sobu Edinburškog dvorca, gdje se i danas čuvaju.